# پزشکی خواب
پزشکی خواب (به انگلیسی: Sleep medicine) یک تخصص یا فوق تخصص پزشکی است که به تشخیص و درمان اغتشاشات و اختلالات خواب اختصاص دارد. از اواسط قرن بیستم، تحقیقات منجر به افزایش اطلاعات دربارهٔ خواب شده و به بسیاری از سؤالات مربوط به عملکرد خواب و بیداری پاسخ داده‌است. این رشته به سرعت در حال تحول است و در برخی کشورها به یک فوق تخصص پزشکی تبدیل شده‌است. به پزشکی خواب دندان نیز در برخی از کشورها مجوز صدور بورد تخصصی اعطا شده‌است.
نخستین کلینیک‌های خواب در ایالات متحده در دهه ۱۹۷۰ توسط پزشکان و تکنسین‌های علاقه‌مند تأسیس شد. مطالعه، تشخیص و درمان وقفه تنفسی در خواب از اولین وظایف آنها بود. از اواخر سال ۱۹۹۹، تقریباً هر پزشک آمریکایی، بدون آموزش خاص در مورد داروهای خواب، می‌تواند آزمایشگاه خواب را باز کند.
اغتشاشات و اختلالات خواب بسیار گسترده هستند و می‌توانند عواقب قابل توجهی را برای افراد مبتلا و همچنین پیامدهای اقتصادی و دیگری برای جامعه به همراه داشته باشند. هیئت ایمنی حمل و نقل ملی ایالات متحده برپایه گفته‌های دکتر چارلز چیزلر، عضو انستیتوی پزشکی و مدیر بخش مدرسه پزشکی هاروارد بخش پزشکی خواب بیمارستان بریگام، کشف کرده‌است که علت اصلی تصادفات کشندهٔ کامیون‌ها (۳۱٪) مربوط به خستگی است (هرچند که به ندرت به‌طور مستقیم با اختلالات خواب مانند وقفه تنفسی همراه است) و مواد مخدر و الکل به عنوان عامل شماره دو (۲۹٪) مطرح هستند. محرومیت از خواب یک عامل مهم در بروز حوادث چشمگیر از جمله فاجعه چرنوبیل، حادثه تری مایل آیلند و انفجار فضاپیمای چلنجر بوده‌است.

## روش های تشخیصی در پزشکی خواب
- شرح حال
- پرسشنامه ها
- تست خواب(پلی سومنوگرافی)

- پرسشنامه خواب تیساید [۸]